# La Comté
La Comté é uma comuna francesa na região administrativa de Altos da França, no departamento de Pas-de-Calais. Estende-se por uma área de 6,63 km². Em 2010 a comuna tinha 930 habitantes (densidade: 140,3 hab./km²).